# 噶瑪蘭語

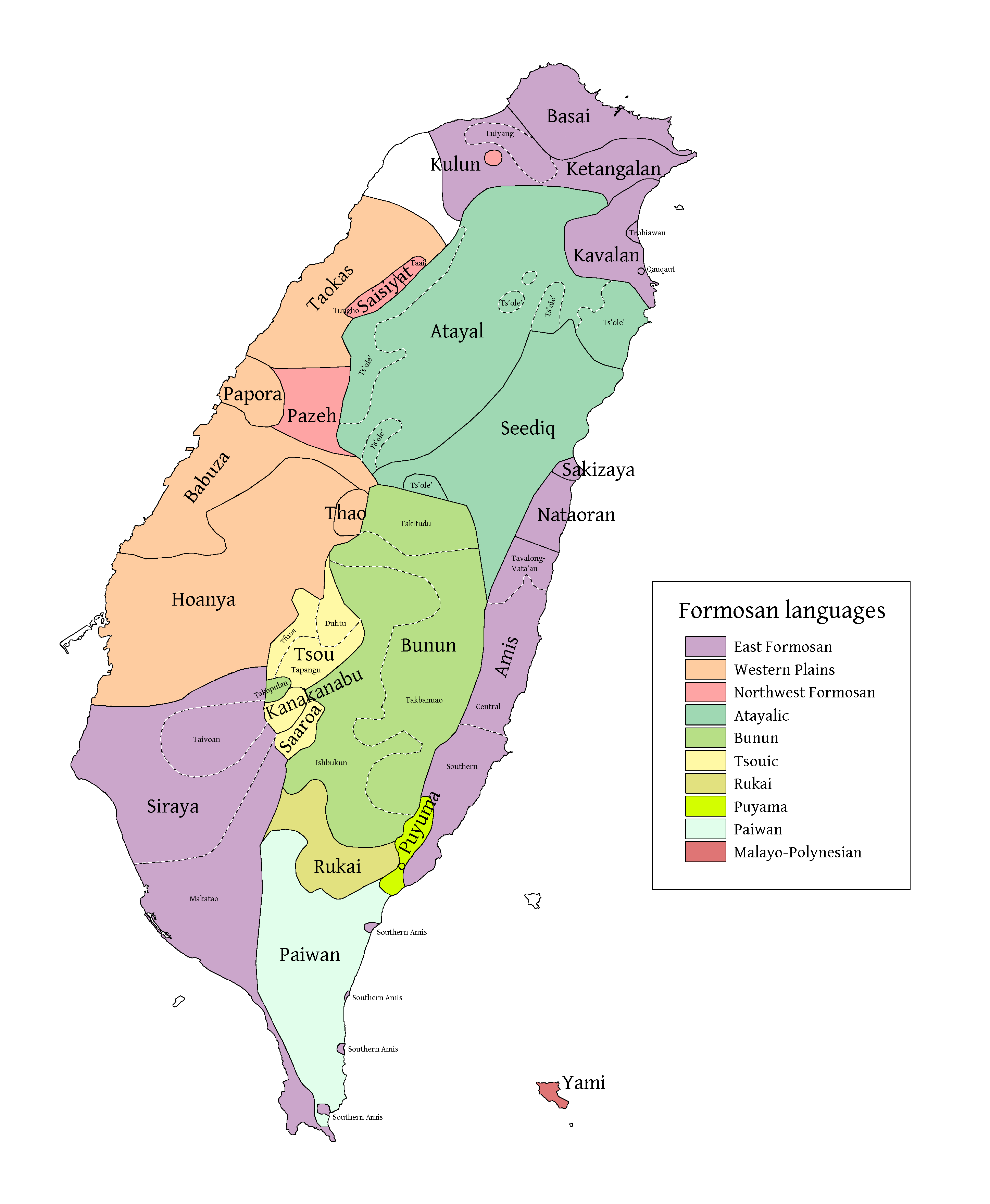
漢人遷台之前的台灣南島語言分布圖(按 Blust, 1999).東台灣"蘭嶼島(深紅色)表示為使用馬來-玻里尼西亞語族巴丹語群達悟語的區域.

噶瑪蘭語，亦稱加禮宛語（kabalaen），為台灣東部及台灣北部原住民族噶瑪蘭族所用的語言，亦為台灣南島語言之一種，屬於原始南島語系的次語群。亦歸類為東臺灣南島語族，為與西拉雅語同群，和阿美語（Amis）同列、與布農語（Bunun）並列。達悟語（Tao）亦與之同歸為第6群。早期部分學者認為與阿美語相近，不過1990年代之後李壬癸院士的研究提出該語與巴賽語（Basay）似乎更為雷同，包括有詞彙、音韻、構詞、句法等各方面。
噶瑪蘭語、邵語等五種原住民語言於2012年被聯合國教科文組織及台灣語言學者列為瀕危語言中的「極度危險」及正在消失中的語言。而據原民會2012年12月18日調查結果，僅佔噶瑪蘭族總人口的47％（609人）會在平日使用噶瑪蘭語。而在20歲以下之噶瑪蘭族使用噶瑪蘭語的習慣及能力佔族群總人口的24.1％（313人），不過21歲至40歲之間卻佔17.8%（231人）。至於聽、說、讀、寫能力的調查結果，噶瑪蘭族61歲以上人口在聽力部份勉強達到「中等」能力而已。

## 語言社區
目前的噶瑪蘭語主要包括下列由北到南的語言社區(Li 2006:1)。
- 南澳(Nanaw) - 位於宜蘭縣南澳鄉南澳村(Nanaw)。
- 加禮宛(Kaliawan) - 位於花蓮縣新城鄉嘉里村(Kaliawan/Kabalaen)，地處於撒奇萊雅語言區裡。加禮宛事件後嘉里村地區的噶瑪蘭語即式微。一般花蓮市<縣>稱呼同阿美語的用法、可用<Kalingku>。
- 磯碕(Quxu) - 位於花蓮縣豐濱鄉磯碕村(Quxu)。
- 新社部落(PatRungan/入港的地方) - 位於花蓮縣豐濱鄉新社村(PatRungan)，為主要的噶瑪蘭語言社區。
- 立德部落(Kulis)/姑律/戶敷 - 位於花蓮縣豐濱鄉豐濱村(Bakung)。
- 樟原(Kladut)/噶瑪蘭部落 - 位於台東縣長濱鄉樟原村(Kladut/姑仔律)大峰峰部落(Tanhunhun)。

這些東台灣噶瑪蘭語社區的名稱還是傳承自遷移前之原宜蘭縣噶瑪蘭各社的名稱，Kaliawan(加禮宛)、Sahut(掃笏)，以及 Tamayan(打馬煙)等。目前花蓮縣及台東縣之噶瑪蘭語社區處於阿美語社區的範圍內。許多噶瑪蘭族人能夠講阿美語、閩南語、中文，以及日語(Li 2006:1)。

### 傳統語音分區
傳統的噶瑪蘭語語音分為13個地區：
1. 宜蘭打馬煙：位於台灣宜蘭縣頭城鎮。相較於今日行政區，其範圍大致為三抱竹村打馬煙地區。
2. 宜蘭湯圍：位於台灣宜蘭縣礁溪鄉東北部。相較於今日行政區，其範圍大致為德陽村西北部。
3. 宜蘭武暖：位於台灣宜蘭縣礁溪鄉南部。相較於今日行政區，其範圍大致為光武村不含西北部。
4. 宜蘭美福：位於台灣宜蘭縣壯圍鄉西南部。相較於今日行政區，其範圍大致包括美福村北半部、新南村西北部。
5. 宜蘭流流：位於台灣宜蘭縣五結鄉。相較於今日行政區，其範圍大致為季新村冬山河的出海口地區。
6. 宜蘭掃笏：位於台灣宜蘭縣五結鄉。舊名頂五結下的掃笏社地區。
7. 宜蘭武淵：位於台灣宜蘭縣冬山鄉北部偏東。相較於今日行政區，其範圍大致為武淵村中北部。
8. 宜蘭珍珠里簡：位於台灣宜蘭縣冬山鄉中部偏東。相較於今日行政區，其範圍大致與珍珠村相近。
9. 宜蘭里腦：里腦社（linaw）位於今之宜蘭縣冬山鄉補城村及三奇村之間。[16]
10. 宜蘭奇武荖：位於台灣宜蘭縣冬山鄉東部。相較於今日行政區，其範圍大致與三奇村相近。
11. 宜蘭阿里史：位於宜蘭縣羅東鎮西南部。相較於今日行政區，其範圍大致包括成功里、西安里、維揚里、漢民里、中山里西半部、賢文里南部東段。另蘇澳山邊一部亦屬之。較晚三星鄉阿里史亦為相同地名。
12. 宜蘭南方澳：位於蘇澳以南之南方澳地區。
13. 花蓮新社：位於現今花蓮縣海岸線新社村地區。

舊噶瑪蘭社三十六社中，使用噶瑪蘭語的大約有抵美社、打馬煙社等十數社。原宜蘭縣「社頭」(trubiawan，哆囉美遠)族群歸屬為巴賽語群。

## 族語與族群發展
目前花蓮縣及台東縣之噶瑪蘭語社區均處於阿美語社區或於撒奇萊雅語社區的範圍內，因而許多花蓮及台東地區噶瑪蘭族人能夠講阿美語、閩南語、中文，以及日語(Li 2006:1)。原宜蘭地區噶瑪蘭族人亦如巴賽族人一樣，已大部份被台灣閩南人所同化。故宜蘭地區噶瑪蘭族人幾已全部混入漢族圈裡，均使用闽南语(漳州腔)為主要交談媒介。

### 族語發展
台灣日治時期1898年(明治31年)伊能嘉矩進行「平埔族調查旅行」進入噶瑪蘭地區奇武荖社、並記述有噶瑪蘭「戀妻歌」。之後日人安倍明義調查臺東縣長濱鄉樟原村(姑仔律)「加禮宛平埔族」語言。並於1930年(昭和5年)將加禮宛單語、文法及會話與其它的南島語系語言以日語片假名記音編入「蕃語研究」一書，由臺北市樺山町「蕃語研究會」出版。在1972年間法國巴黎外方傳教會士安德烈·裴德(Andre Bareigts/1930-2005)神父奉派到天主教花蓮縣豐濱堂區駐堂。其間裴德學習阿美語及噶瑪蘭語。之後除完成七冊以法語及阿美語撰寫的阿美族神話故事研究著作外，另完成一部以噶瑪蘭語撰寫之「彌撒記事」書籍、內容主要為宗教儀程記述並編入噶瑪蘭話生活用語、及一本以英文撰寫附有噶瑪蘭語文法的詞典。繼而這些年來經花東地區噶瑪蘭族長老及族人全力投入噶瑪蘭語復甦運動並推廣噶瑪蘭語學習課程，噶瑪蘭語漸漸為人所重視。2004年噶瑪蘭族偕萬來、李文盛，及Baqah Siqeyu(潘金榮)等長老亦參予編纂教育部與行政院原住民族委員會《國民中小學九年一貫課程語文學習領域 原住民語》編著計劃、其中偕萬來長老主編《噶瑪蘭語學習手冊第(1-9)階》。於2006年中央研究院語言學研究所李壬癸院士、及日籍學者土田滋編纂成《噶瑪蘭語詞典》。於2006年Buya Batu(謝宗修)及Imuy(潘金妹)參與由台大宋麗梅教授所主持的「台大台灣南島語多媒體語料庫」噶瑪蘭語「青蛙的故事(Kongko na Biat)」、「芭樂的故事(Kongko na Byabas)」，以及「海的故事(Kongko na Lazing)」等之語音錄音項目。噶瑪蘭語族語新聞(Sinbun na Kbalan)原住民族電視臺原Pipis(潘秀蘭)主播已換為Ruyu labi(周幸儀)，於每週六18:00-19:00播出。在台灣原住民族語能力認證考試之分類為「噶瑪蘭語」，只有一類且無方言分類。

### 族群認定
在2002年12月25日行政院原民會正式認定噶瑪蘭族脫離阿美族而獲得正名，為台灣原住民第11族。族群人口於2012年6月統計約1,295人。

## 語音系統
噶瑪蘭語的音系之音位大都使用適當的Unicode符號來標示。在台灣南島語的書寫系統的訂定上，元輔音之音系表原則上都是先「發音部位」(橫列)、後「發音方法」(縱列)、再考量「清濁音」，來訂定其音系之音位架構。

## 文法架構
在文法的分類上台灣南島語並不同於一般的分析語或其它综合语裡的動詞、名詞、形容詞、介詞和副詞等之基本詞類分類。比如台灣南島語裡普遍沒有副詞，而副詞的概念一般以動詞方式呈現、可稱之為「副動詞」，類之於俄语裡的副動詞。噶瑪蘭語文法分類是將基礎的文法之詞類、詞綴、字詞結構及分類法，對比分析語等之詞類分類法加以條析判別。

## 例文

### 奇武荖社戀妻歌
1898年11月28日(明治31年)伊能嘉矩在「平埔族調查旅行」一書的「第26回台灣通信」，其中載有一首噶瑪蘭奇武荖社(ki bulaw)「奇武荖社戀妻歌」(Sa-tzay-an tu Sissim-an-na ya Nappawan ki bulaw-an)。

Sa-tzay-an tu Sissim-an-na ya Nappawan ki bulaw-an (戀妻歌)

 | 原文：Tavay Ravayaka masukaȯ, 中文：達瓦佑(的妻子)哈瓦婭卡(去世)！(達瓦佑)傷心至極。 拉丁：Tabayu Xabayaka m-sukaw. 原文：Anum-ko nanam-so, 中文：妳(哈瓦婭卡)了解我(達瓦佑)的心(中事)。 拉丁：Anem-ku nanam-su. 原文：Msam mason'eta kiyara tu'tamonm, 中文：往昔咱們一起(種田園)摘蔬菜。 拉丁：Masang ma-sulun-ita kiala tu tamun. | 原文：Mapatai't-so unin'te-ko asuka, 中文：妳死了，我哭到肝腸寸斷。 拉丁：Ma-patay-ti-isu, m-uxing-ti-iku m-sukaw. 原文：Masukao-te anum-ko, 中文：我傷心欲絕、(悲痛萬分)。 拉丁：M-sukaw-ti anem-ku. 原文：Sainie majiyohu-te pha'na-phen. 中文：(達瓦佑)如此(懷憂)過世於樹下原野。 拉丁：Sayzi m-ziux-ti puxux na paxin. |
註：ma-patay-ti-isu 可同音簡縮為 ma-patay-tisu

### 使徒信經
使徒信經(Sazmaken na ta-likuz)，是基督宗教三大傳統《信經》之一。使徒信經被視為早期基督教會信仰的敘述，主要目的是要澄清信仰內容。《信經》共有12句，分成3部分寫作。內文第1人稱代詞複數之譯寫主要採用包含式。

Sazmaken na ta-likuz (使徒信經)

1.Sazmaken-iku tu satuxin-ay qsex-ay ya bxux ya metedded,

smangi-ay tu banang zau manay aizipna.

(I believe in God the Father almighty, creator of heaven and earth.)

2.Sazmaken aiku tu bexux ti Yis Kristu-an.

Wan-ma suni na mtedded aizipna.

(I believe in Jesus Christ, his only Son, our Lord.)

3.Zau qsex-na nngi-ay tazusa ya saqa-sabdes na lubas-an a Maliya
 tam-aizip-an,
tu sa-sunis tam-aizip-an.

(He was conceived by the power of the Holy Spirit and born of the Virgin Mary.)

4.unnay yau-ti Puntiw, qmu-wannay nani, ma-p-nanaz ma-pittix
 ta-ziwzik-an, m-patay, m-tanem,

(Under Pontius Pilate, He was crucified, died, and was buried.)

5.S-um-niz ta tdem-an aizipna. Saqa-tulu ddan nani ma-suat binnus
 ni-zi
ta-patay-an.

(He descended to the dead. On the third day he rose again.)

6.Tu ma-pa-tuqaz aizipna matiw ta-ddan-an. Ma-dded ta ka-wanan

na sa-tuxin-ay qsex-ay bexux ya mtedded.

(He ascended into heaven and is seated at the right hand of the Father.)

7.Niztaziyan kawtu taziyan aizipna pasim tu binnus-ay zau
 m-patay-ay ya lazat.

(He will come again to judge the living and the dead.)

8.Sazmaken aiku tu nngi-ay tazusa.

(I believe in the Holy Spirit,)

9.Sazmaken aiku tu yau na ma-zmun-ay ya mli-simpu na kemulikuzaytu

kalusik na nipaka nngi-ay na mtedded ya lazalazat.

(the holy catholic Church, the communion of saints,)

10.Sazmaken aiku tu ma-sulul na lisaw 

(the forgiveness of sins,)

11.tu ma-suat binnus 

(the resurrection of the body,)

12.ni-zi ta-patay-an tu mai tu tuzus binnus.

(and the life everlasting.)

- Amén. 阿門. (Amen.)

## 外部連結
- 噶瑪蘭語在《民族語》的連結
- 政大原民語教文中心(含噶瑪蘭語題庫) （噶瑪蘭文）
- 噶瑪蘭語(台東縣卑南IdoR先生噶瑪蘭語教學/2005.12.28/)
- 台灣南島語言的奧秘(影片)（页面存档备份，存于）
- 公共電視_知識的饗宴-第19集/台灣南島語言的奧秘（页面存档备份，存于）
- 噶瑪蘭語/台灣原住民歷史語言文化大辭典 （页面存档备份，存于）
- 噶瑪蘭族－學習母語不怕難 - PeoPo 公民新聞（页面存档备份，存于）
- 噶瑪蘭族/九年一貫藝術人文輔助教材平台
- ABVD: Kavalan/Ferrell(1969) （噶瑪蘭文）
- ABVD: Kavalan/Paul Li(2006) （噶瑪蘭文）
- 流動的歷史軌跡平埔記憶─噶瑪蘭與凱達格蘭（页面存档备份，存于）
- 台灣語言學學會（页面存档备份，存于）
- YouTube上的新社香蕉絲工坊
- YouTube上的新社噶瑪蘭舞蹈
- YouTube上的噶瑪蘭及南島語
- YouTube上的花蓮新社噶瑪蘭